# (17251) Vondracek
(17251) Vondracek (2000 GA127) – planetoida z grupy pasa głównego asteroid okrążająca Słońce w ciągu 3,46 lat w średniej odległości 2,29 j.a. Odkryta 7 kwietnia 2000 roku.